# Little Bytham
Little Bytham är en civil parish i Storbritannien.   Den ligger i grevskapet Lincolnshire och riksdelen England, i den sydöstra delen av landet, 140 km norr om huvudstaden London. Antalet invånare är 291.